# Ciclul solar 24

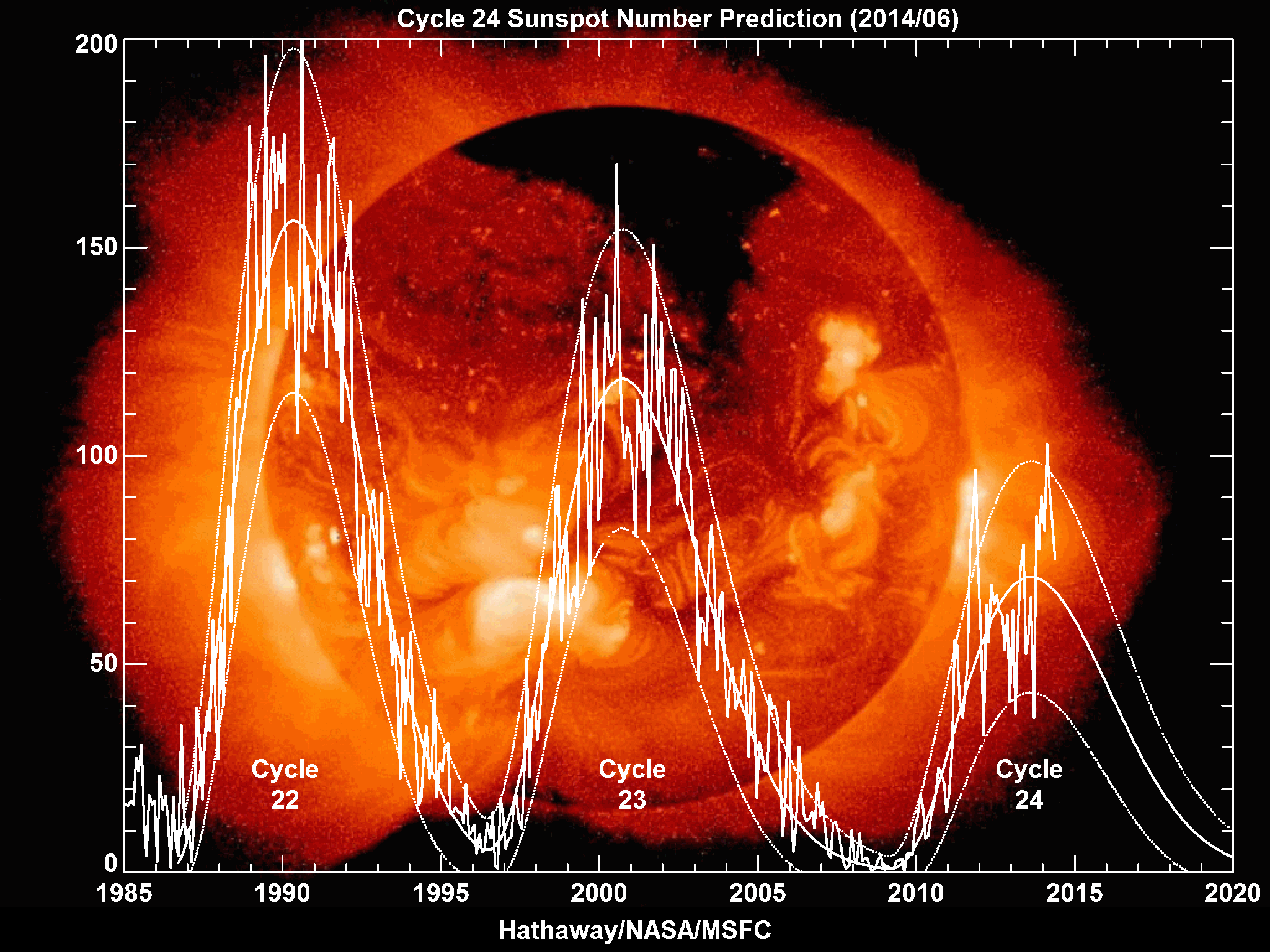
NASA: Predicția numărului de pete solare din ciclul solar 24

Ciclul solar 24 este cel mai recent ciclu solar încheiat, al douăzeci și patrulea după 1755, când a început înregistrarea extensivă a activității petelor solare.
A început în decembrie 2008 cu un număr minim de pete solare de 2,2 și s-a încheiat în decembrie 2019.Activitatea a fost minimă până la începutul anului 2010. A atins maximul în aprilie 2014, cu un număr de pete solare de 81,8 pe 23 de luni. Această valoare maximă a fost substanțial mai mică decât la alte cicluri solare recente, până la un nivel care nu a mai fost văzut de la ciclurile 12 până la 15 (1878-1923).

## Predicții
Înainte de minimul dintre sfârșitul ciclului solar 23 și începutul ciclului solar 24, două teorii au prezis cât de puternic va fi ciclul solar 24. O tabără a postulat că Soarele a păstrat o memorie lungă (ciclul solar 24 va fi activ), în timp ce cealaltă a afirmat că acesta are o memorie scurtă (liniște). Înainte de 2006, diferența era substanțială, o minoritate de cercetători prezicând „cel mai mic ciclu solar din ultimii 100 de ani.” Un alt grup de cercetători, inclusiv unul de la NASA, a prezis că „se pare că va fi unul dintre cele mai intense cicluri de când au început înregistrările, acum aproape 400 de ani.”
Apariția întârziată a petelor de la latitudini înalte, care indică începutul ciclului solar 24, a determinat cercetătorii „ciclului activ” să își revizuiască în scădere previziunile, iar până în 2007 consensul era împărțit în 5-4 în favoarea unui ciclu mai mic. Până în 2012, consensul a fost un ciclu mic, deoarece ciclurile solare sunt mult mai previzibile la 3 ani după minime.
În mai 2009, NOAA [Centrul de predicție a vremii spațiale (Space Weather Prediction Center)] a prezis că ciclul va atinge un vârf de 90 de pete solare în mai 2013.În mai 2012, expertul NASA David Hathaway a prezis un vârf în primăvara anului 2013, cu aproximativ 60 de pete solarei.
NASA a finanțat și a folosit modelele bazate pe fizică ale lui Ken Schatten, care au utilizat un model de dinamică solară, pentru a prezice cu precizie această depresiune. Această metodă a folosit corelația dintre intensitatea câmpului magnetic solar la minimul solar și numărul de pete solare la maximul solar pentru a prezice cu exactitate fluxul solar maxim al fiecăruia dintre ultimele trei cicluri solare. Predicțiile lui Schatten devin exacte încă de la minimele solare, cu 5-6 ani înainte de maximul solar.

## Rezultate
La începutul anului 2013, după mai multe luni de calm, a devenit evident că anul 2011 activ nu a fost un preludiu la un vârf de erupții solare, pete solare și alte activități, previzionat pe scară largă la sfârșitul anului 2012 și începutul anului 2013. Această etapă neașteptată i-a determinat pe unii oameni de știință să propună un maxim solar cu „două vârfuri”, care a avut loc ulterior. Primul vârf a ajuns la 99 de pete solare, în 2011, iar cel de-al doilea vârf a avut loc la începutul anului 2014, la 101 pete solare.